# 까르푸

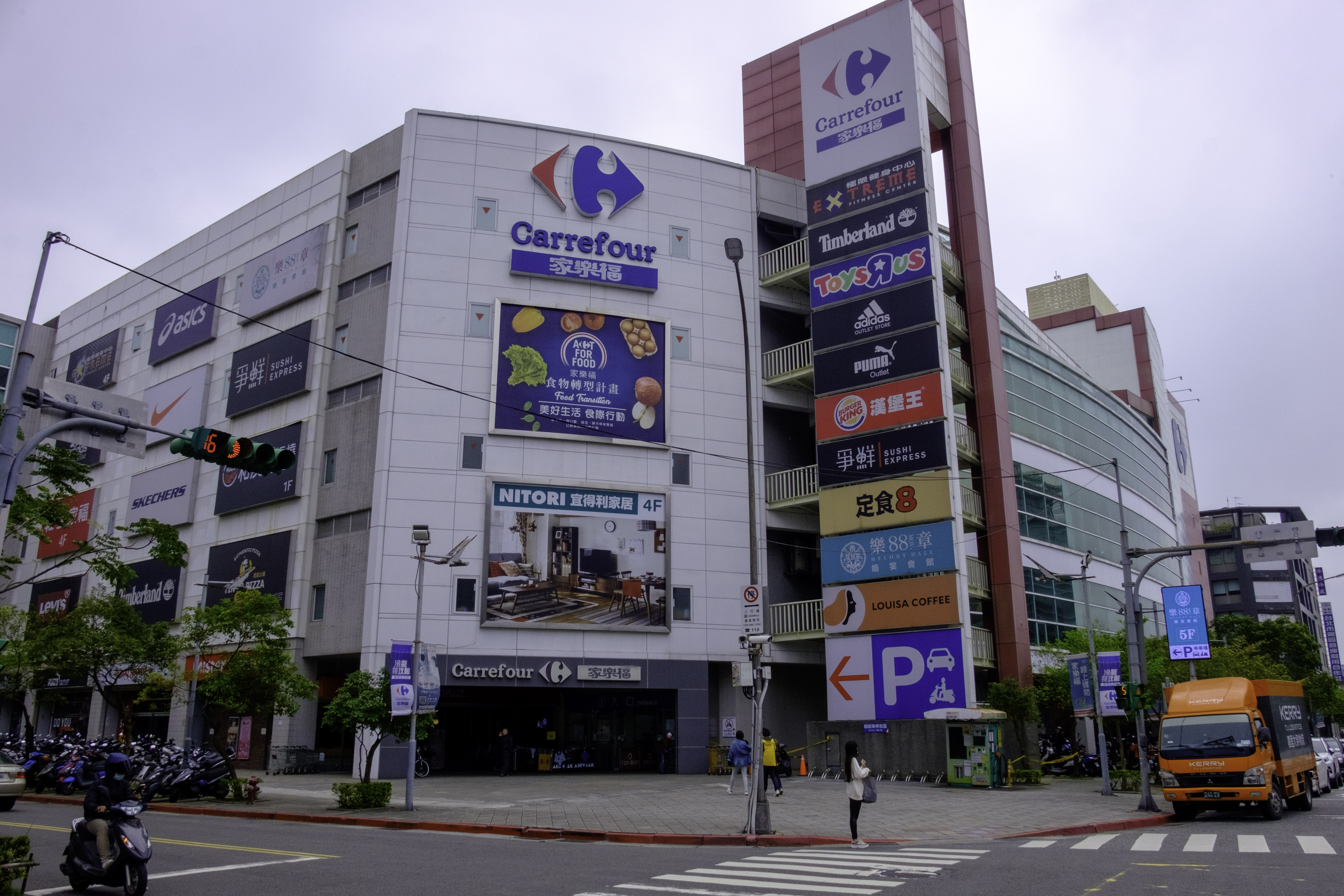
대만 타이베이에 있는 까르푸 매장

까르푸(프랑스어: Carrefour 카르푸르[*], 유로넥스트 파리: CA)는 프랑스 회사로 세계 2위의 프랜차이즈 대형 할인매장이다.

## 대한민국의 까르푸
과거 대한민국에서 영업했던 프랑스계의 기업이다. 2006년 이랜드 그룹의 "홈에버"가 되었으며, 현재는 홈플러스가 되었다.
- 까르푸 : (1996년 7월 30일 ~ 2006년 9월 26일)
- 홈에버 : (2006년 9월 27일 ~ 2008년 5월 13일)
- 홈플러스 : (2008년 5월 14일 ~ 현재)

대한민국의 까르푸 점포 (2006년 6월 기준)
서울특별시
- 면목점 (1999년 9월 오픈)
- 상암점 (2005년 5월 오픈)
- 시흥점 (2001년 12월 오픈)
- 가양점
- 중계점 (2000년 1월 오픈)
- 방학점 (2003년 7월 오픈)
- 목동점 (2001년 3월 오픈)

부산광역시
- 서면점 (1999년 8월 오픈)
- 장림점 (2000년 7월 오픈)
- 해운대점 (2000년 8월 오픈)

인천광역시
- 계산점
- 인하점 (2005년 5월 오픈)
- 구월점 (1999년 7월 오픈)

대구광역시
- 동촌점 (1998년 11월 오픈)
- 내당점

대전광역시
- 문화점 (2002년 10월 오픈)
- 탄방점 (1996년 11월 오픈)
- 유성점 (2003년 6월 오픈)

울산광역시
- 울산점 (1998년 12월 오픈)

경기도
- 일산점 (1996년 11월 오픈)
- 중동점 (1996년 7월 오픈)
- 분당점 (1999년 1월 오픈)
- 야탑점 (2000년 4월 오픈)
- 원천점 (2000년 11월 오픈)
- 안산고잔점 (2002년 8월 오픈)
- 안양점 (1999년 2월 오픈)
- 병점점 (2006년 1월 오픈)

충청남·북도
- 천안점 (2000년 1월 오픈)
- 청주점 (2002년 11월 오픈)

전라남·북도
- 전주점 (2005년 8월 오픈)
- 순천점 (2000년 8월 오픈)